# Biserica de lemn din Cârcești

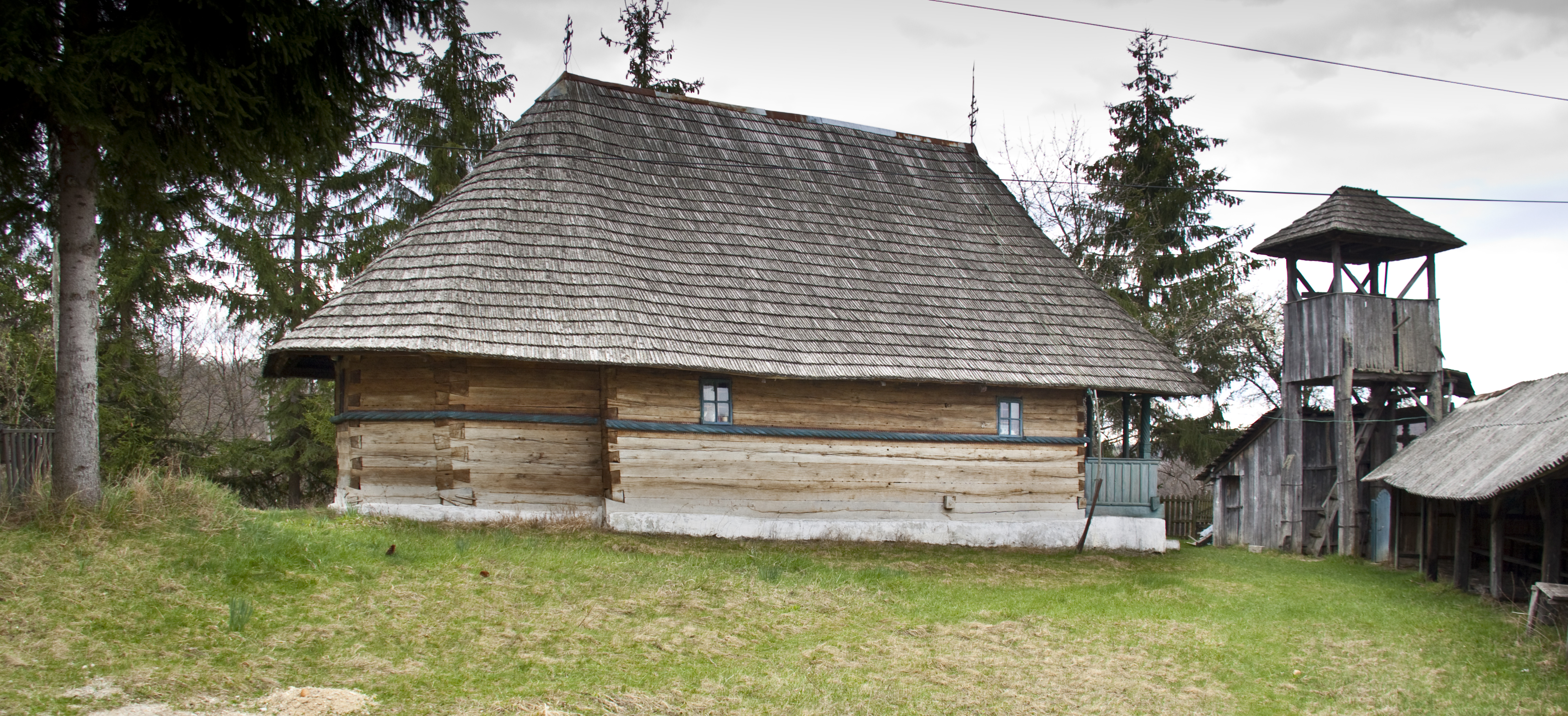
Biserica de lemn din Cârcești, județul Argeș. Foto: aprilie 2011

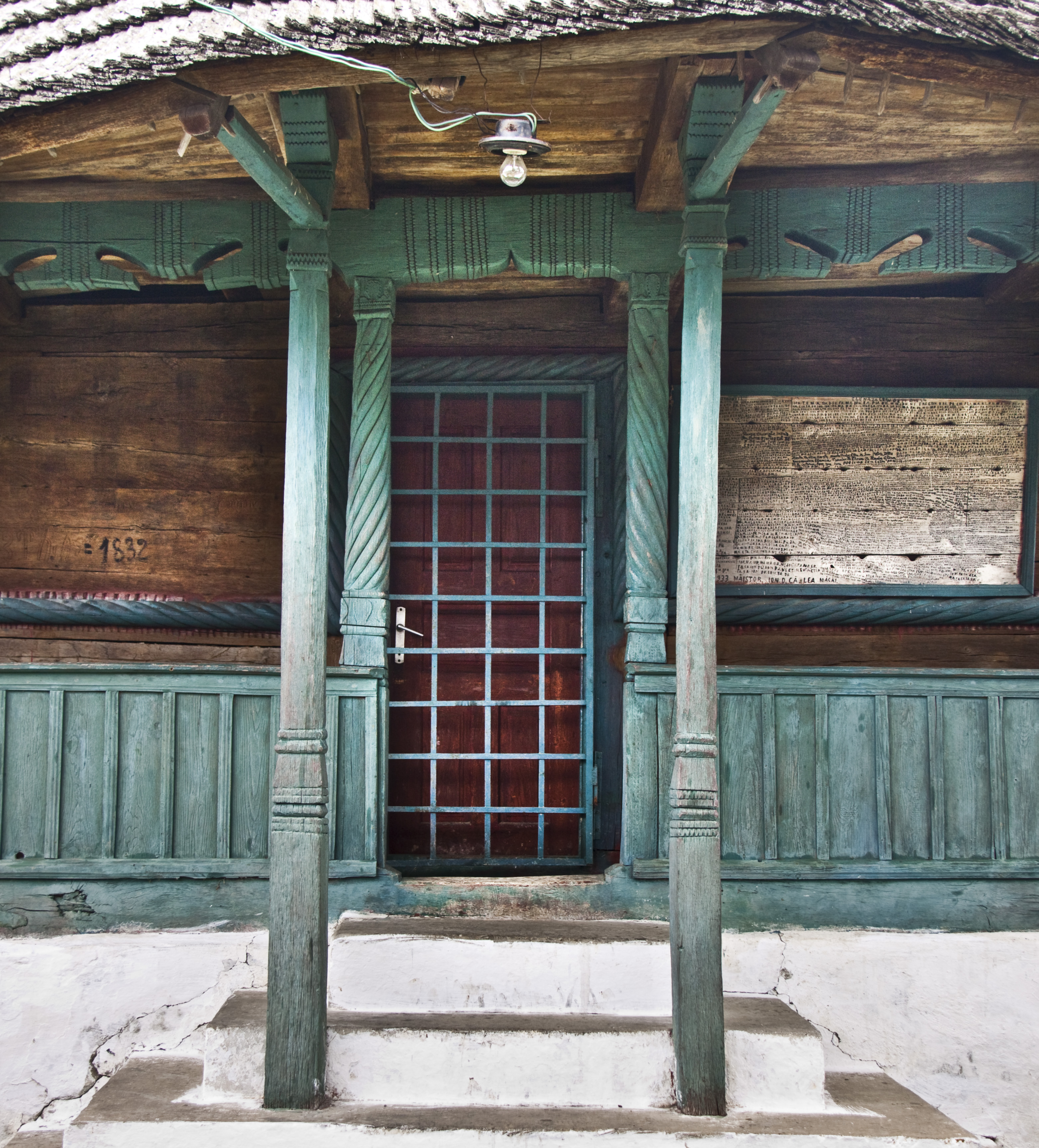
Intrarea. Foto: aprilie 2011

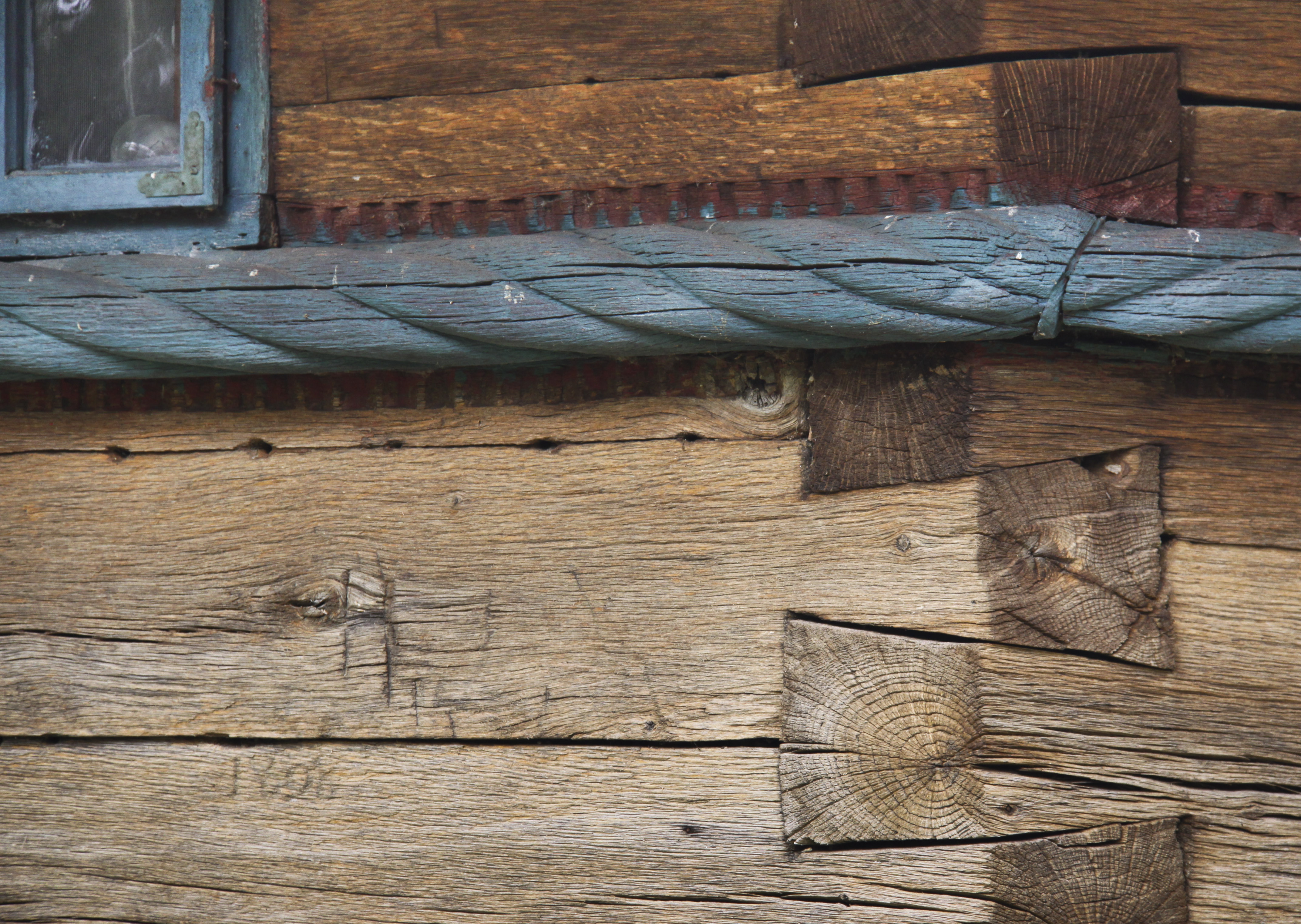
Anul „1808” de pe peretele exterior al altarului, spre sud-est, antedatează construcţia. Foto: aprilie 2011

Biserica de lemn din Cârcești, comuna Cuca, județul Argeș, poartă hramul „Sf. Voievozi” și este antedatată de anul 1808, incizat pe peretele de sud-est al altarului. Se distinge prin structura de bună calitate, bine păstrată, portal, funie mediană și elemente decorative de interes la pridvor, inscripții cu datări, și iconostas pictat. Împreună cu turnul-clopotniță-troiță de peste intrarea în incintă și mesele de pomeni acoperite, biserica se încadrează într-un ansamblu valoros, înconjurat de un peisaj pitoresc. Biserica este înscrisă pe noua listă a monumentelor istorice, LMI 2004:  AG-II-m-A-13589.

## Istoric
Momentul ridicării bisericii de lemn din Cârcești poate fi aproximat spre sfârșitul secolului 18. Construcția este antedatată de anul „1808” însemnat pe peretele de sud-est al altarului. Această biserică a fost surprinsă în catagrafia de la 1824, în Cuca-Debuncești, fiind făcută de enoriași, și în catagrafia de la 1833, pe moșia Mănăstirii Cotmenei. Cele două catagrafii indică ridicarea bisericii într-o comunitate de clăcași ai Mănăstirii Cotmenei, prin eforturi proprii.
Pe peretele de la intrare, în stânga ușii, este însemnat: anul erei bizantine „7339”, care se traduce prin anii 1830-1831 ai erei noastre. Acesta corespunde foarte probabil unei reparații, iar numele lui „Tu[dor] Stancu”, dublat de două rozete, aflate pe aceeași bârnă lângă ușorul portalului de la intrare, indică donatorul sau meșterul participant la aceste lucrări. Faptul că iconostasul bisericii a fost pictat în anul 1830 de zugravul Ioniță Tăvăran, semnat pe icoana Maicii Domnului cu Pruncul, iar un epitaf al bisericii poartă datarea din anul 1831, indică efortul de înzestrare cu cele necesare cultului ale acelei generații.
Biserica a trecut din timp în timp prin necesare lucrări de reparații. A fost reparată în 1870, 1931 și 1969. În dreapta intrării, pe perete, este fixat un panou-pomelnic cu ctitorii care au contribuit la lucrările de modernizare și întreținere din 1933. Probabil că atunci au fost decupate și lărgite ferestrele, și au fost adauși doi stâlpi sub streașina de la intrarea în pridvor. Învelitoarea de lemn a fost schimbată în anii din urmă, asigurând pe mai departe conservarea acestui bine păstrat lăcaș de cult argeșean.

## Trăsături
Construcția constă dintr-o bute din bârne fățuite, încheiate în cheotori netede bisericești, și este protejată de un acoperiș în patru ape. De la vest la est se trece dintr-o încăpere într-alta, începând cu pridvorul, tinda (pronaosul), continuând cu biserica (naosul) și încheind cu altarul, mai îngust și poligonal. Întreaga construcție de lemn stă pe un fundament zidit. Lăcașul și-a păstrat un număr redus de ferestrele, lărgite ulterior, două în tindă, două la naos și două la altar.
Din punct de vedere decorativ, se distinge tradiționala atenție acordată intrării, prin sculptura pridvorul și a portalului din jurul ușii de intrare. Biserica este încinsă pe din afară de un brâu sculptat în relief, cu treceri atente de pe o bârnă pe alta.
În fața bisericii stă o clopotniță pe patru stâlpi, care servește și drept intrare și troiță.

## Imagini din exterior

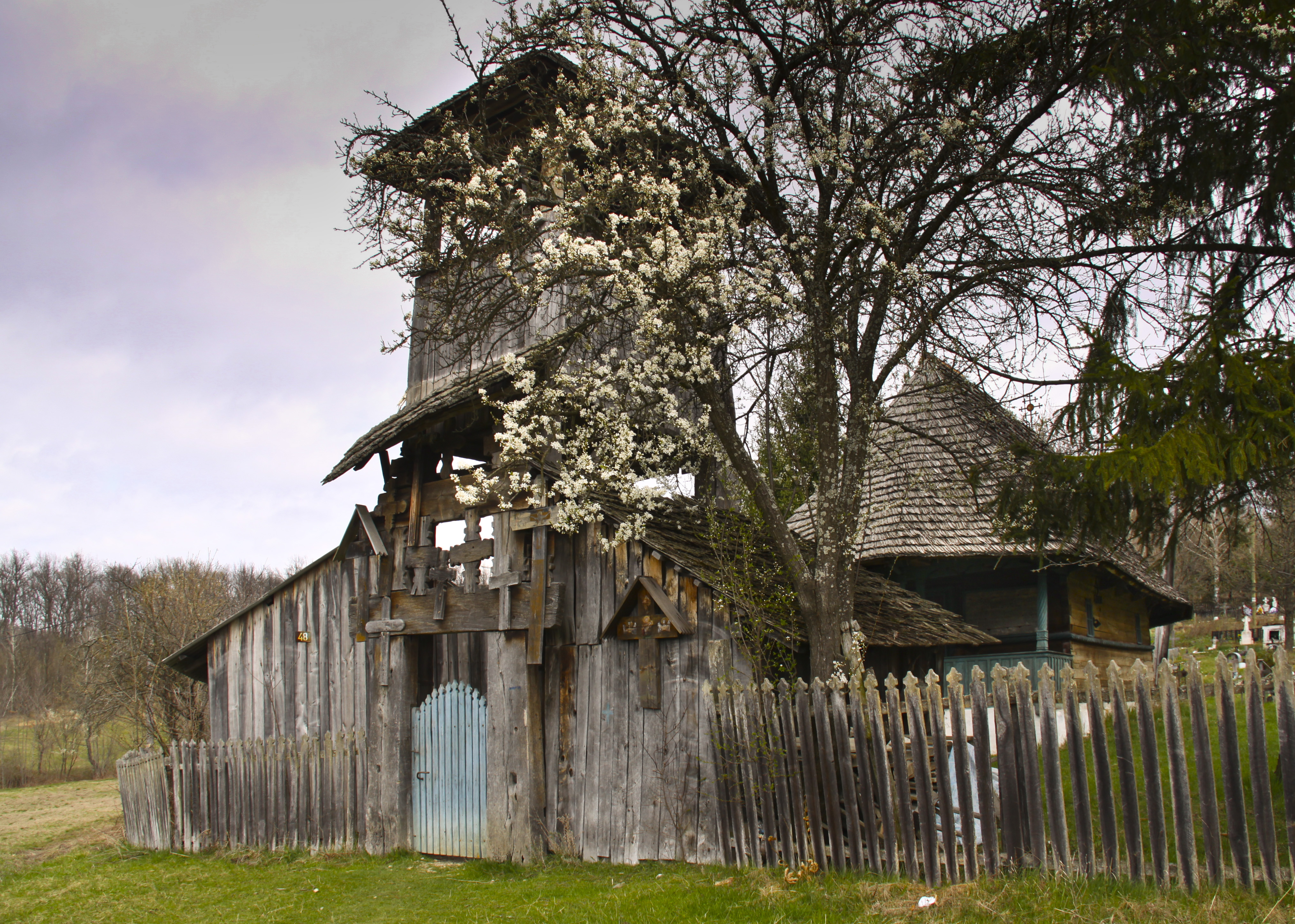
la intrare în cimitir
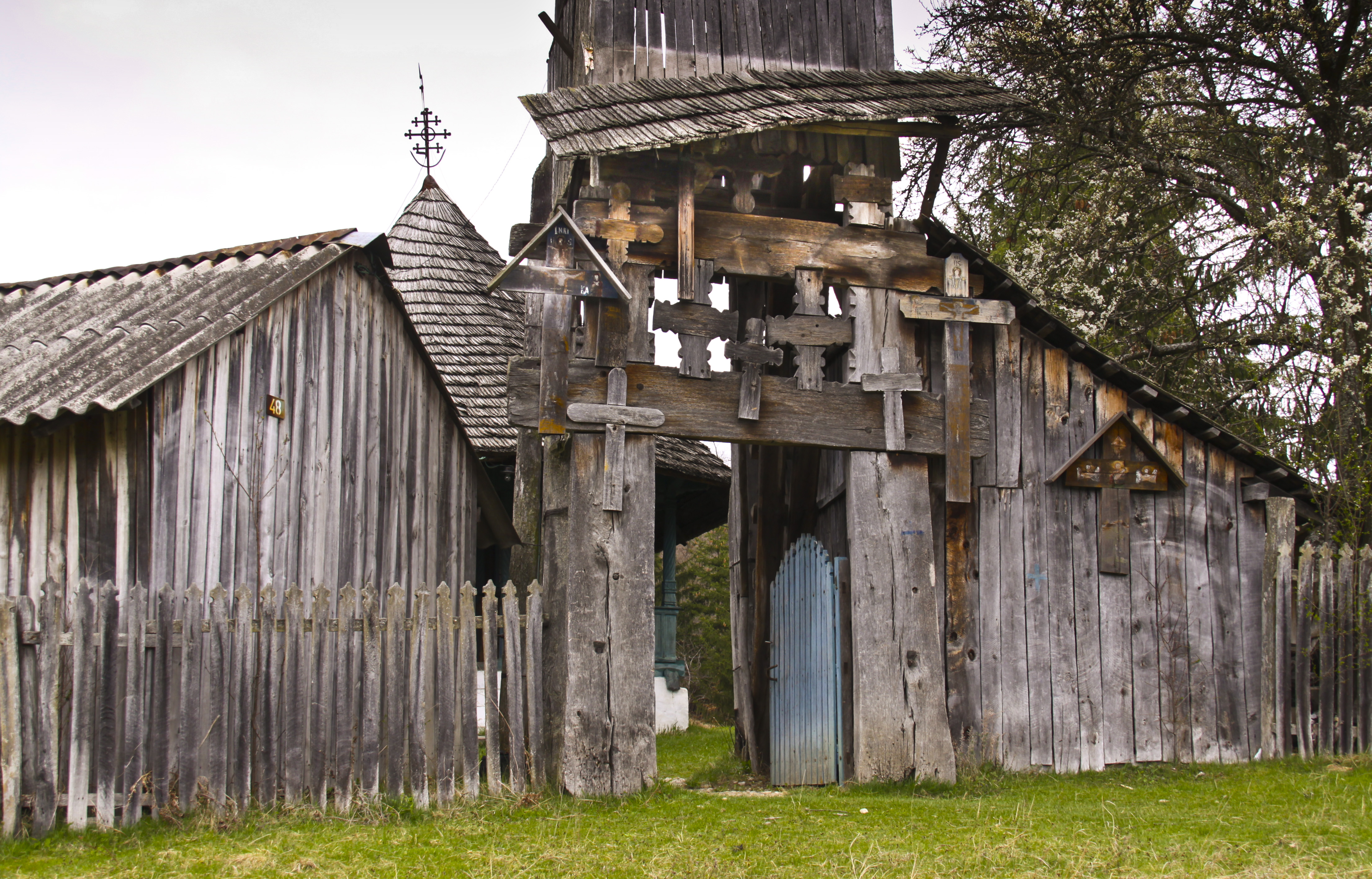
intrarea în cimitir
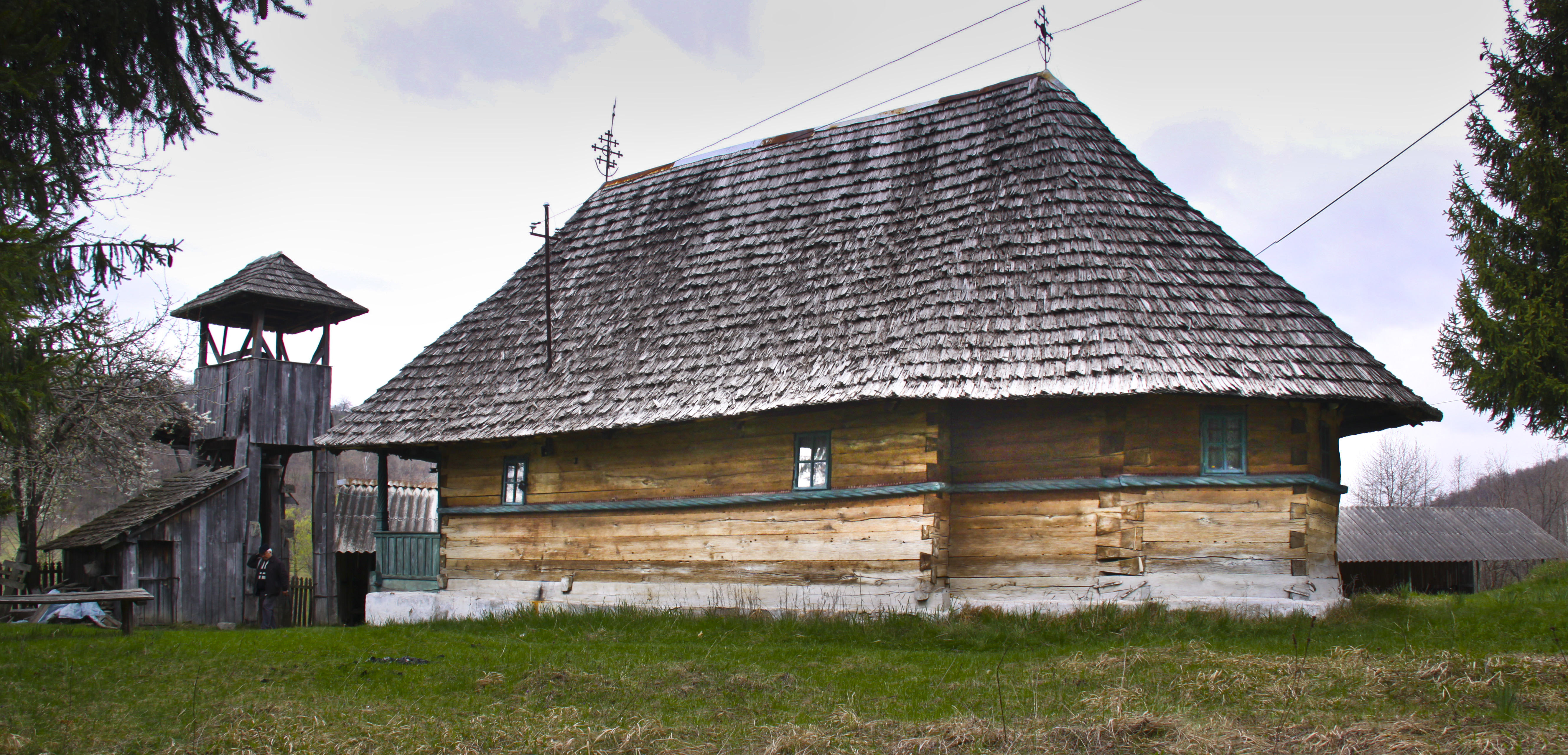
sud
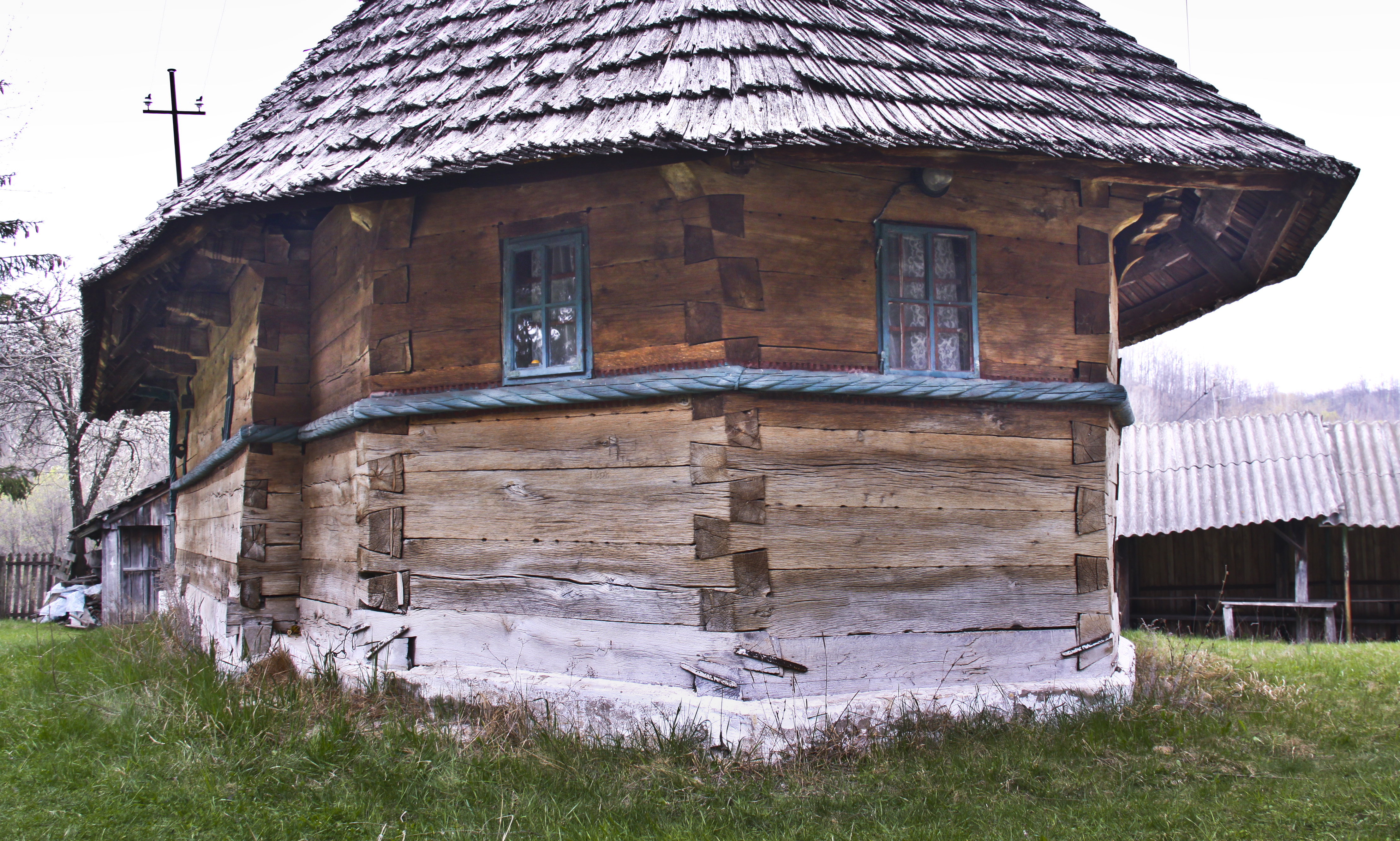
sud-est
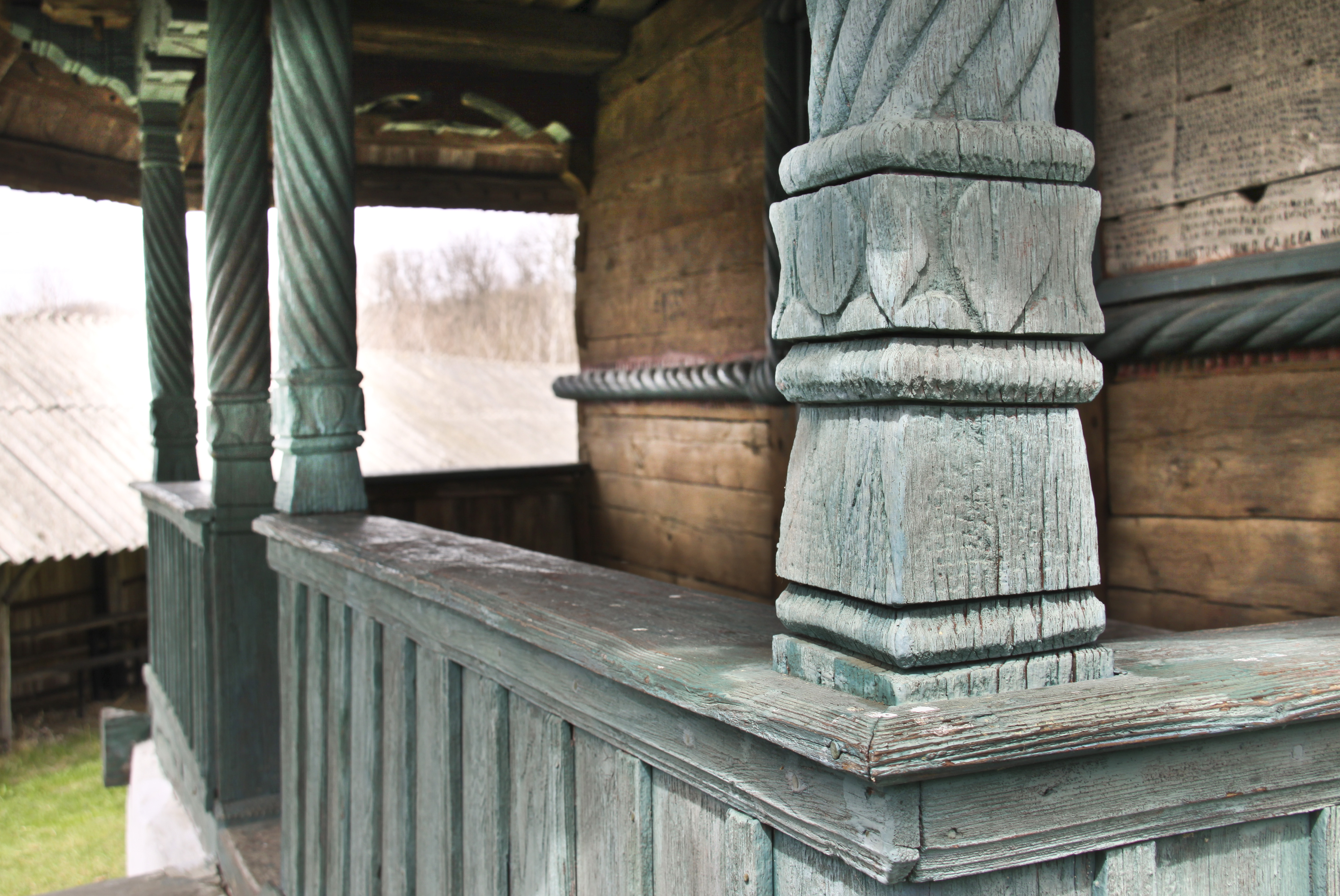
stâlpi pridvor
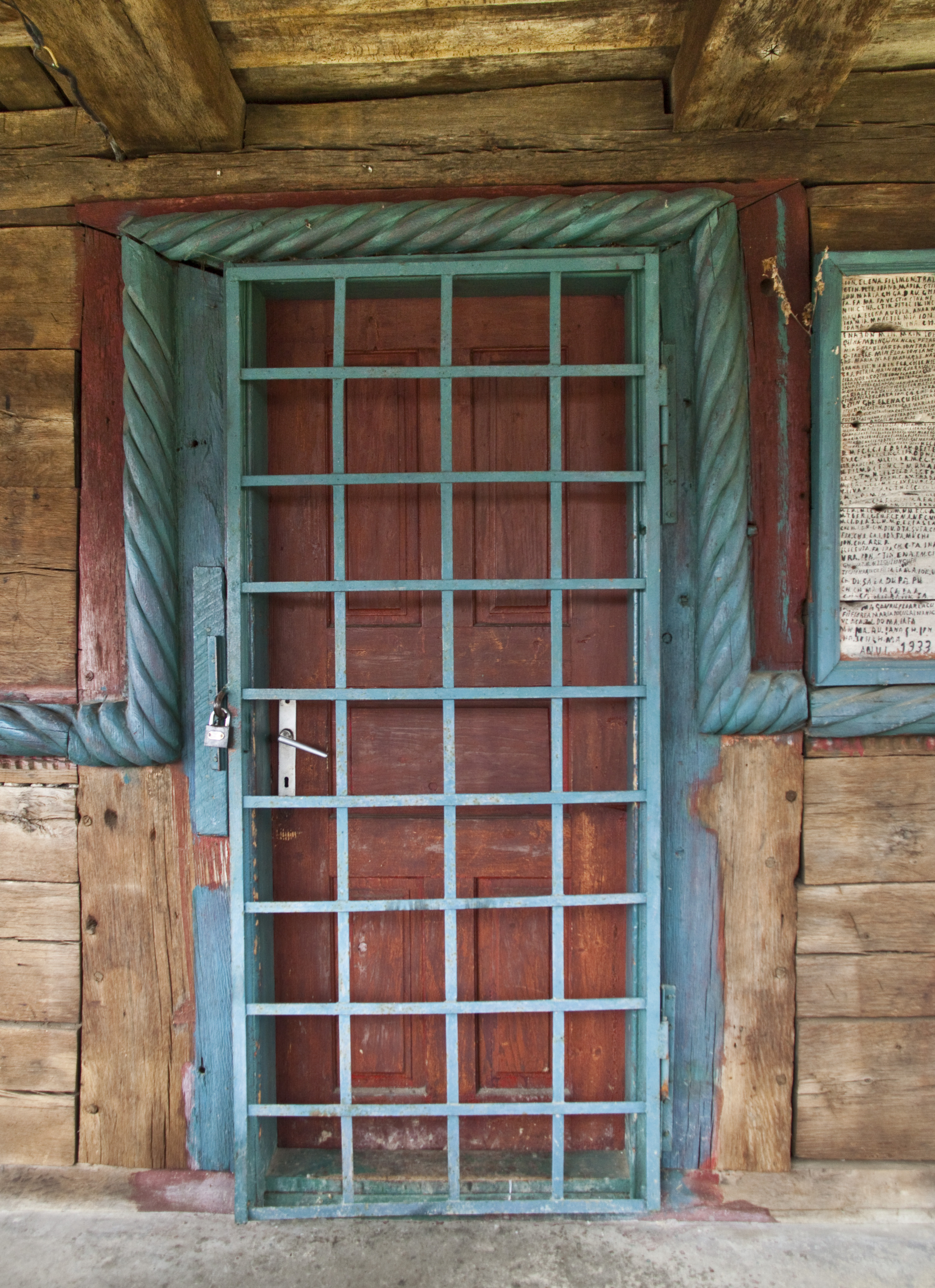
intrare în biserică
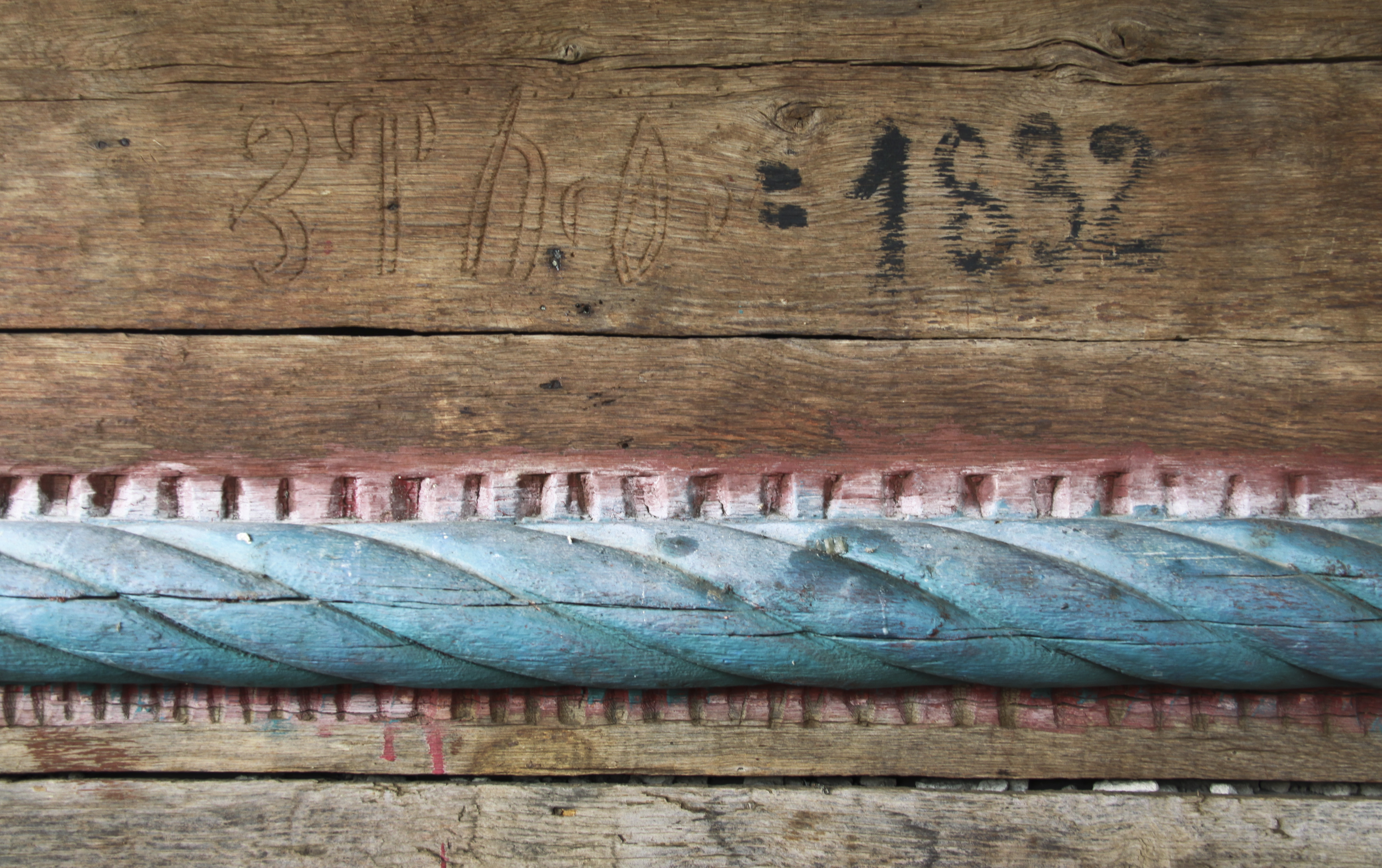
„7339”
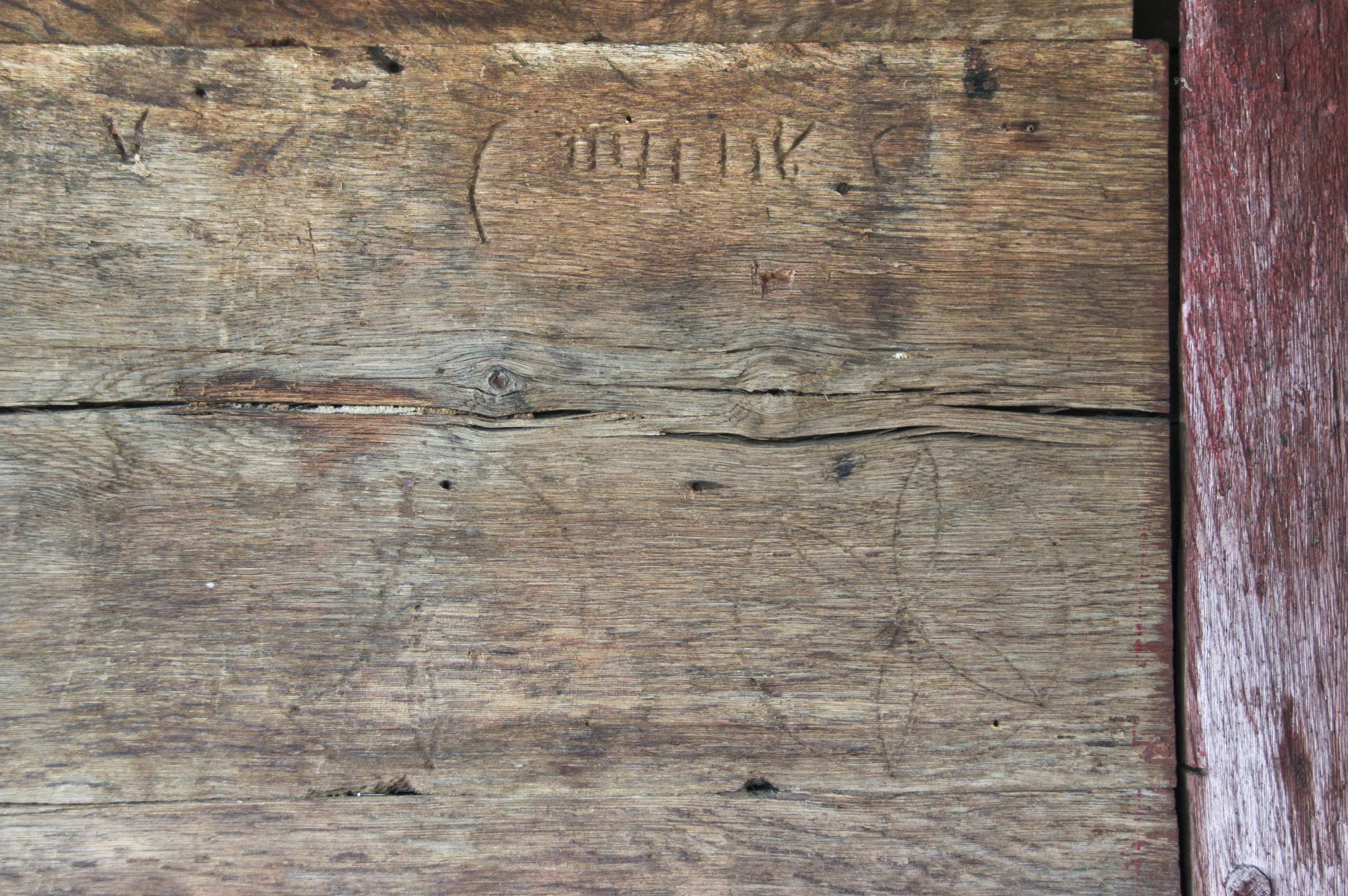
„Stancu”
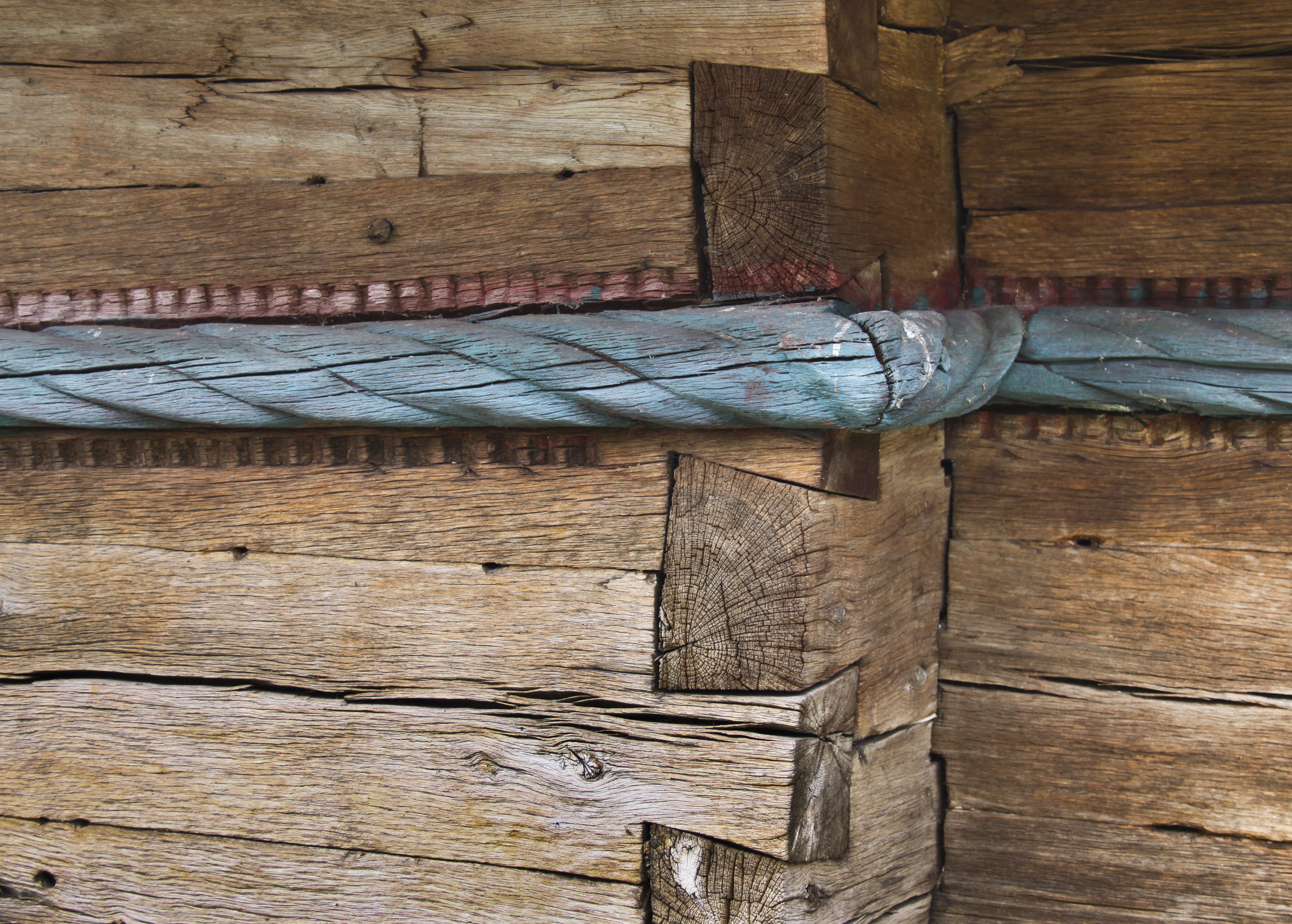
cheotori bisericeşti, naos
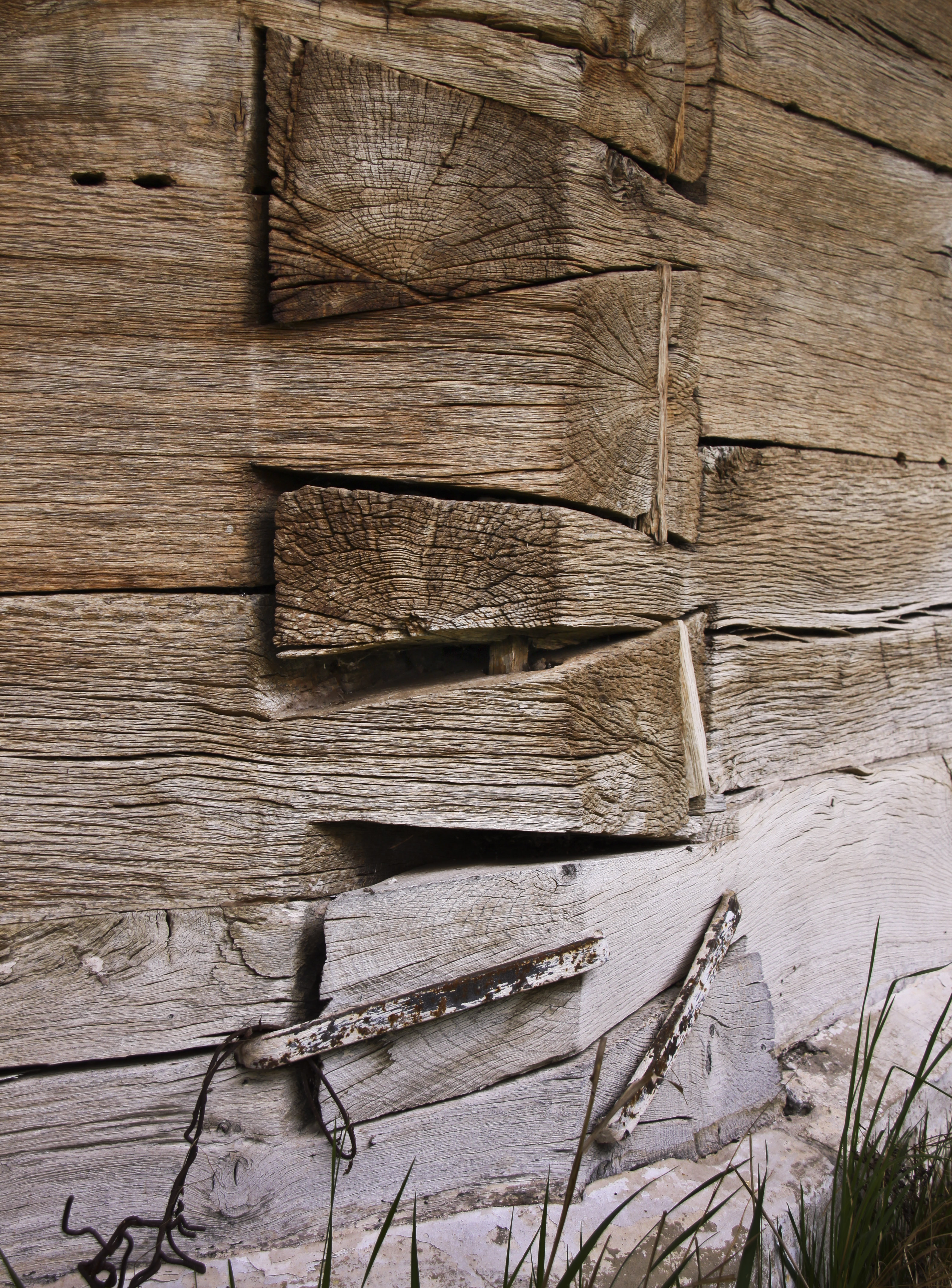
cheotori bisericeşti, altar